# Authorize.Net
Authorize.Net, A Visa Solution es un proveedor de servicios de pasarela de pago con sede en Estados Unidos que permite a los comerciantes aceptar pagos con tarjetas de crédito y cheques electrónicos a través de su sitio web y a través de una conexión de Protocolo de Internet (IP). Fundada en 1996 como Authorize.Net, Inc., la compañía es ahora una subsidiaria de Visa Inc. Su servicio permite a los clientes ingresar información de tarjeta de crédito y envío directamente en una página web, en contraste con algunas alternativas que requieren que el cliente se registre en un servicio de pago antes de realizar una transacción.

## Historia
Fue fundada en 1996, en Utah, por Jeff Knowles. En 2004, tenía alrededor de 90.000 clientes.
Fue una de varias empresas adquiridas por Go2Net, una empresa respaldada por el fundador de Microsoft, Paul Allen, en 1999, por 90,5 millones US$ en efectivo y acciones. Go2Net fue adquirida por InfoSpace en 2000 por unos 4.000 millones de dólares; Authorize.Net fue adquirida por Lightbridge en 2004 por 82 millones de dólares y luego por CyberSource en 2007.
Visa Inc. adquirió CyberSource en 2010 por 2 mil millones de dólares. Visa ha mantenido Authorize.Net y Cybersource como servicios separados, con Authorize.Net se concentra en pequeñas y medianas empresas y Cybersource se concentra en el procesamiento de pagos internacionales y a gran escala. En el momento de la adquisición en 2010, el director ejecutivo de la empresa identificó tres prioridades: expandir el mercado del comercio electrónico, mejorar la detección y prevención del fraude y mejorar la seguridad de los datos. En 2014, junto con la empresa matriz CyberSource, tenía alrededor de 450.000 clientes.

## Apagones
En septiembre de 2004, sus servidores se vieron afectados por un ataque de denegación de servicio distribuido (DDoS). El ataque DDoS duró más de una semana y provocó el cierre virtual del servicio de la pasarela de pago. Los atacantes exigieron dinero a Authorize.net a cambio de detener el ataque.
El 2 de julio de 2009, a las 11:00 p. m. PST, toda la infraestructura web para Authorize.Net (sitio web principal, sitio web de entrada comercial, etc.) se desconectó y permaneció inactivo toda la mañana del 3 de julio de 2009. Ninguno de los más de 200.000 comerciantes que utilizaron Authorize. La pasarela de pago en ese momento podía procesar tarjetas de crédito. Los números de teléfono de la compañía se cerraron el 3 de julio debido al feriado del 4 de julio, como se anunció previamente en su sitio web (aunque el sitio web estaba inactivo en ese momento). Otras empresas que tienen oficinas cercanas han informado a los medios de que se produjo un incendio. Authorize.net abrió una cuenta de Twitter esa mañana, pero no actualizó sus teléfonos para avisar a los clientes hasta el 5 de julio, cuando reabrieron los teléfonos.

## Servicios
Authorize.Net procesa pagos con tarjeta y ACH para empresas de pequeños y medianos comerciantes. Ofrece servicios de protección contra fraude, suscripciones de facturación recurrente y opciones de pago sencillas. Para los desarrolladores, proporciona una interfaz de programación de aplicaciones (API) y kits de desarrollo de software para Android e iOS. Su terminal virtual y sus funciones de facturación pueden procesar pagos manuales. También ofrece facturación recurrente y un complemento para la integración con Authorize.Net y hay soporte técnico disponible para los comerciantes.
Authorize.Net tiene la mayor cantidad de clientes que cualquier procesador de pagos y ha sido descrito como uno de los actores más importantes en la industria de procesamiento de pagos, reteniendo una "porción decente" de la participación de mercado de la industria.